# Josep Romeu i Figueras
Josep Romeu i Figueras (Ódena, Barcelona, Cataluña, 1917 - Barcelona 2004) fue un poeta y crítico literario español.

## Biografía
Se formó en el Ateneo Igualadino de la Clase Obrera, estudió en la Universidad de Barcelona y en los Estudios Universitarios Catalanes, donde se doctoró en letras en 1948. Se licenció en filología hispánica y fundó con otros el grupo cultural Anabis (1944-1948), la Sociedad Catalana de Estudios Históricos, el Centro de Estudios Comarcales de Igualada (1947) y la revista Ariel (1946-1951).
Hizo crítica literaria de autores catalanes como Joan Maragall, Josep Vicenç Foix y Bartomeu Rosselló-Pòrcel. De 1971 a 1984 fue profesor de investigación en el CSIC adscrito al Instituto Español de Musicología, y de 1969 a 1984 profesor de la facultad de letras de la Universidad Autónoma de Barcelona. En 1972 ingresó en la Real Academia de las Buenas Letras de Barcelona y fue miembro de honor de la Asociación de Escritores en Lengua Catalana.
Publicó artículos en las revistas Serra d'Or, Els Marges y Revista de Catalunya. Recibió los premios Menéndez Pelayo del CSIC en 1947 y del certamen de poesía de la entronización de la Virgen de Montserrat en 1947, el premio Milà i Fontanals del Instituto de Estudios Catalanes en 1955, y la Cruz de San Jorge en el año 1993.

## Obras

### Poesía
- Obra poètica (1951)
- Tots els poemes (1993)
- Temps (1995)
- Versos a mitja veu (2000)
- Ésser i estar (2001)
- Imatges i metàfores (2002)
- Immers en la paraula (2003)

### Ensayo y crítica
- El mito de "El comte Arnau" en la canción popular, la tradición legendaria y la literatura (1948)
- Cançons nadalenques del segle XV (1949)
- Teatre hagiogràfic (1957)
- Teatre profà (1962)
- El Cancionero Musical de Palacio (1965)
- La légende de Judas Iscarioth dans le théâtre catalan et provençal (1957)
- El davallament de la Creu a Catalunya (1967)
- El fragment inèdit d'Ulldecona (1967)
- Joan Timoneda i la "Flor de enamorados" (1972)
- Poesia popular i literatura (1974)
- Sobre Maragall, Foix i altres poetes (1984)
- El teatre assumpcionista de tècnica medieval als Països Catalans (1984)
- "Sol, i de dol", de J.V. Foix (1985, premio de Literatura Catalana de la Generalidad de Cataluña)
- Materials i estudis de folklore (1993)
- Lectura de textos medievals i renaixentistes (1994)
- Teatre català antic (1994)
- Assaigs i altres indagacions crítiques (1996)
- Corpus d'antiga poesia popular (2000)
- Poesia catalana de Pere Serafí (2001)
- Quadern de memòries (2003) (2004, premio Crítica de Serra d'Or de biografies i memòries)
- Llegendes de la Garrotxa (2004)